# پدرو آمریکو
پدرو آمریکو (انگلیسی: Pedro Américo؛ ۲۹ آوریل ۱۸۴۳ – ۷ اکتبر ۱۹۰۵) یک نقاش اهل برزیل بود. استقلال یا مرگ مشهورترین اثر این نقاش برزیلی است که در موزه پائولیستا نگهداری می شود.

## زندگی‌نامه
پدرو آمریکو در یک خانواده هنرمند به دنیا آمد. پدرش دانیل ادواردو د فیگوئیرد یک تاجر و مادرش فلیسیانا سیرن بود. برادر پدرو، فرانسیسکو اورلیو د فیگوئیرد و ملو، نیز همچون خود او یک نقاش بود. پدرو منابع زیادی برای ادامه کارش نداشت اما از آنجا که خانواده او با هنر مرتبط بودند، از سنین پایین، در خانه محرک لازم برای پرورش استعداد اولیه خود را یافت. پدرش نوازنده ویولن بود و او را با موسیقی آشنا کرد، همچنین با دادن کتاب‌هایی دربارهٔ هنرمندان مشهور، او را با نقاشی آشنا کرد.

## نگارخانه

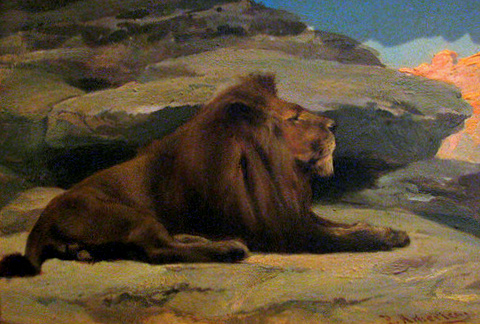
شیر
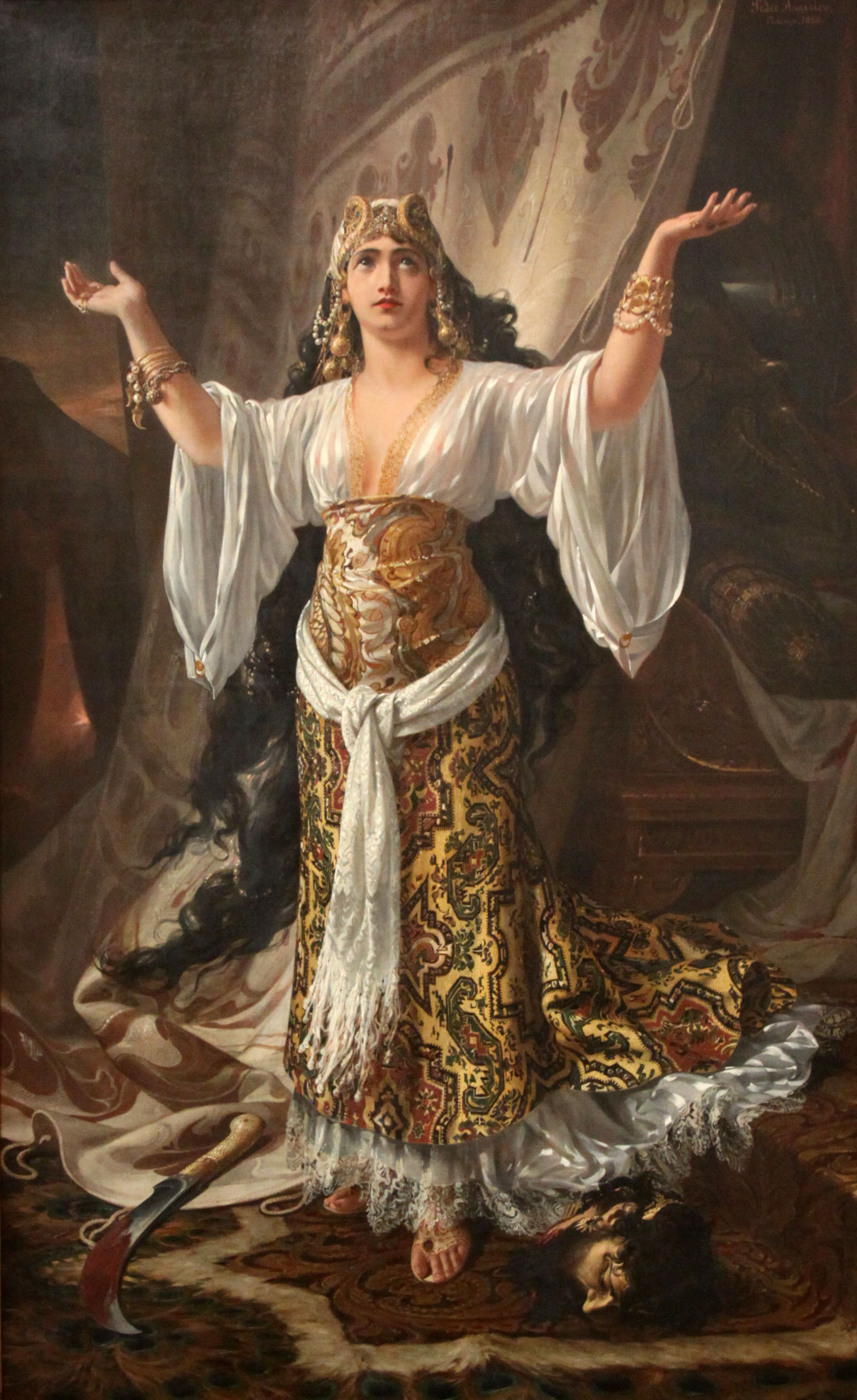
جودیت و هولوفرنس
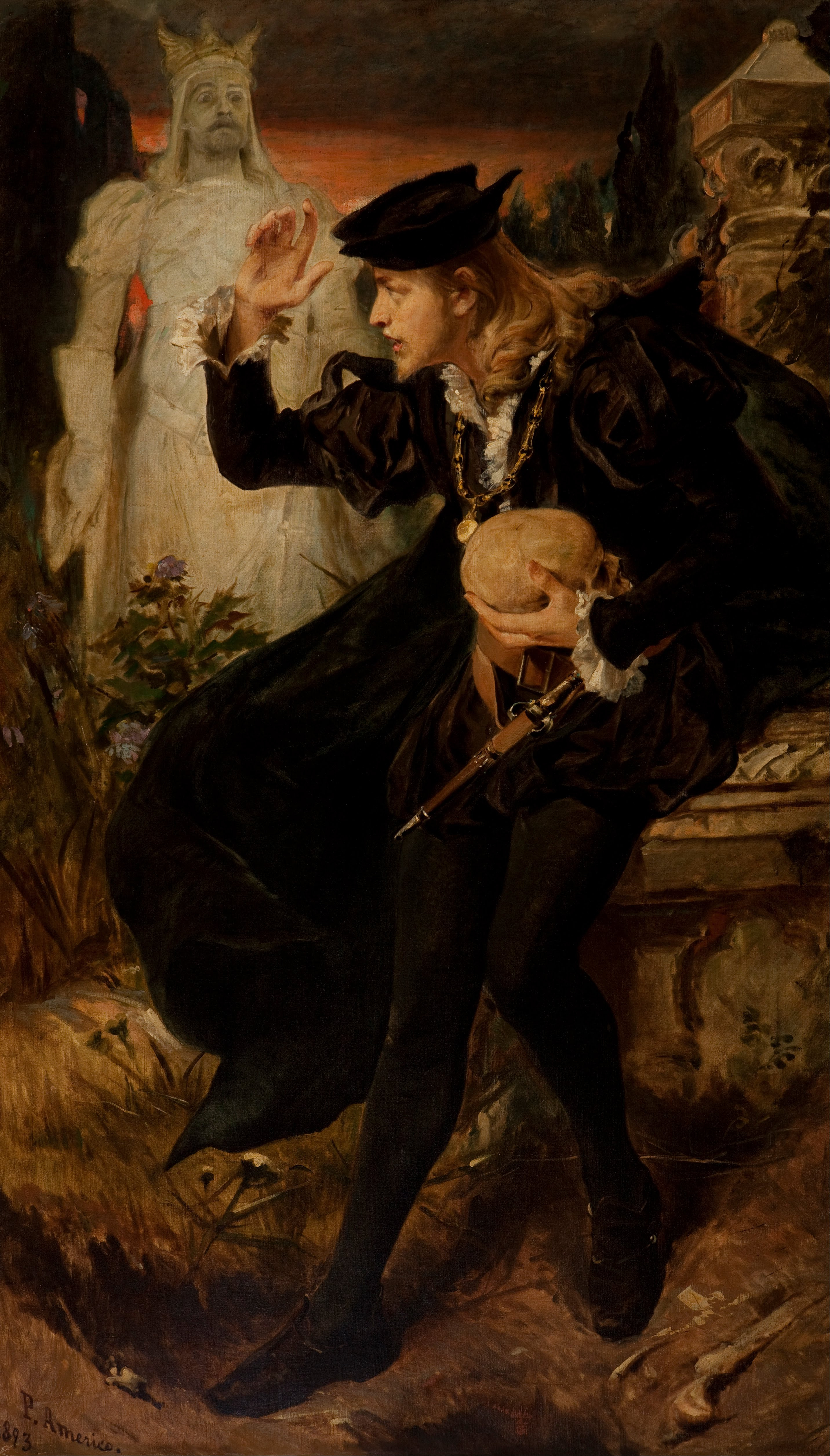
دیدگاه هملت
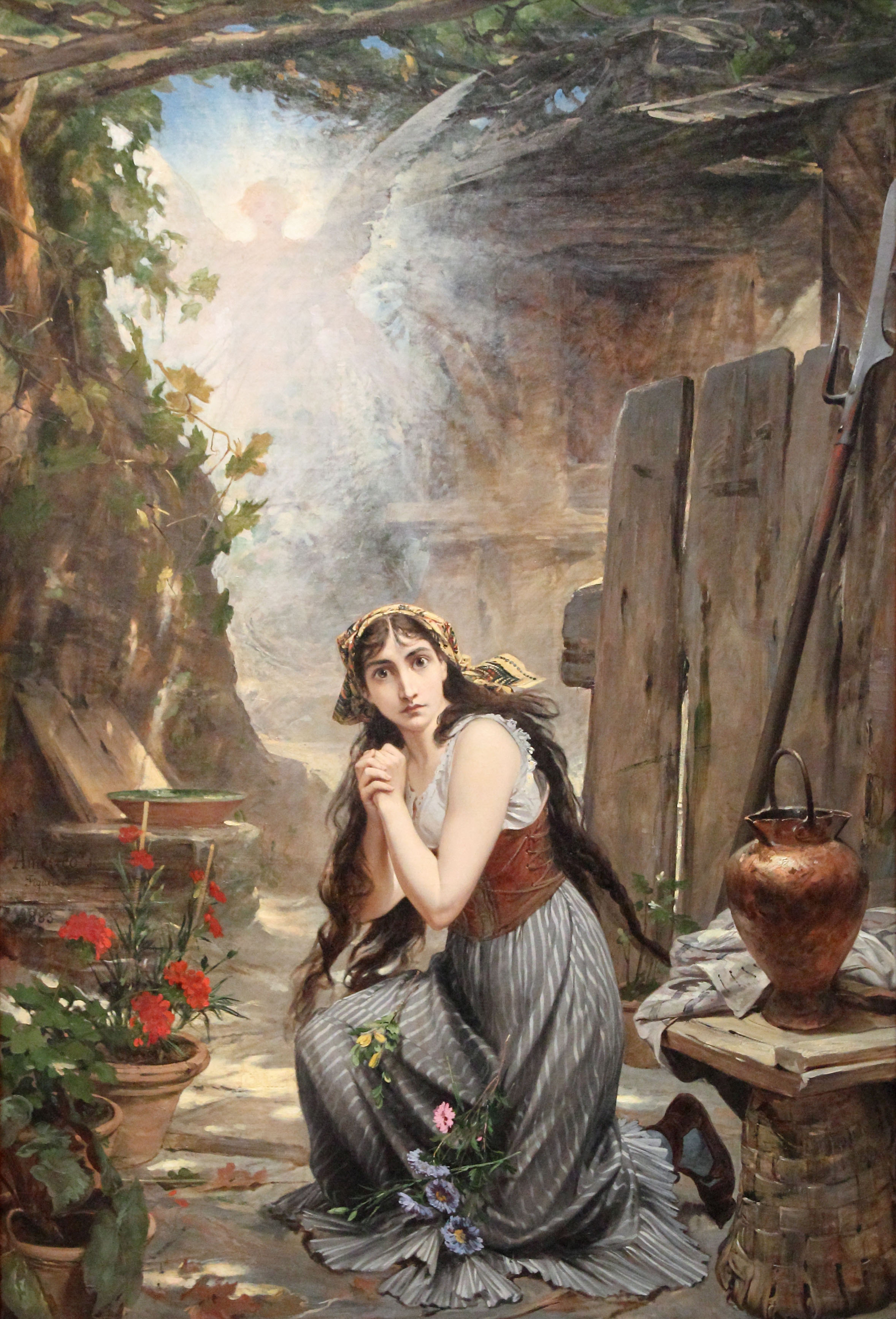
ژان دارک
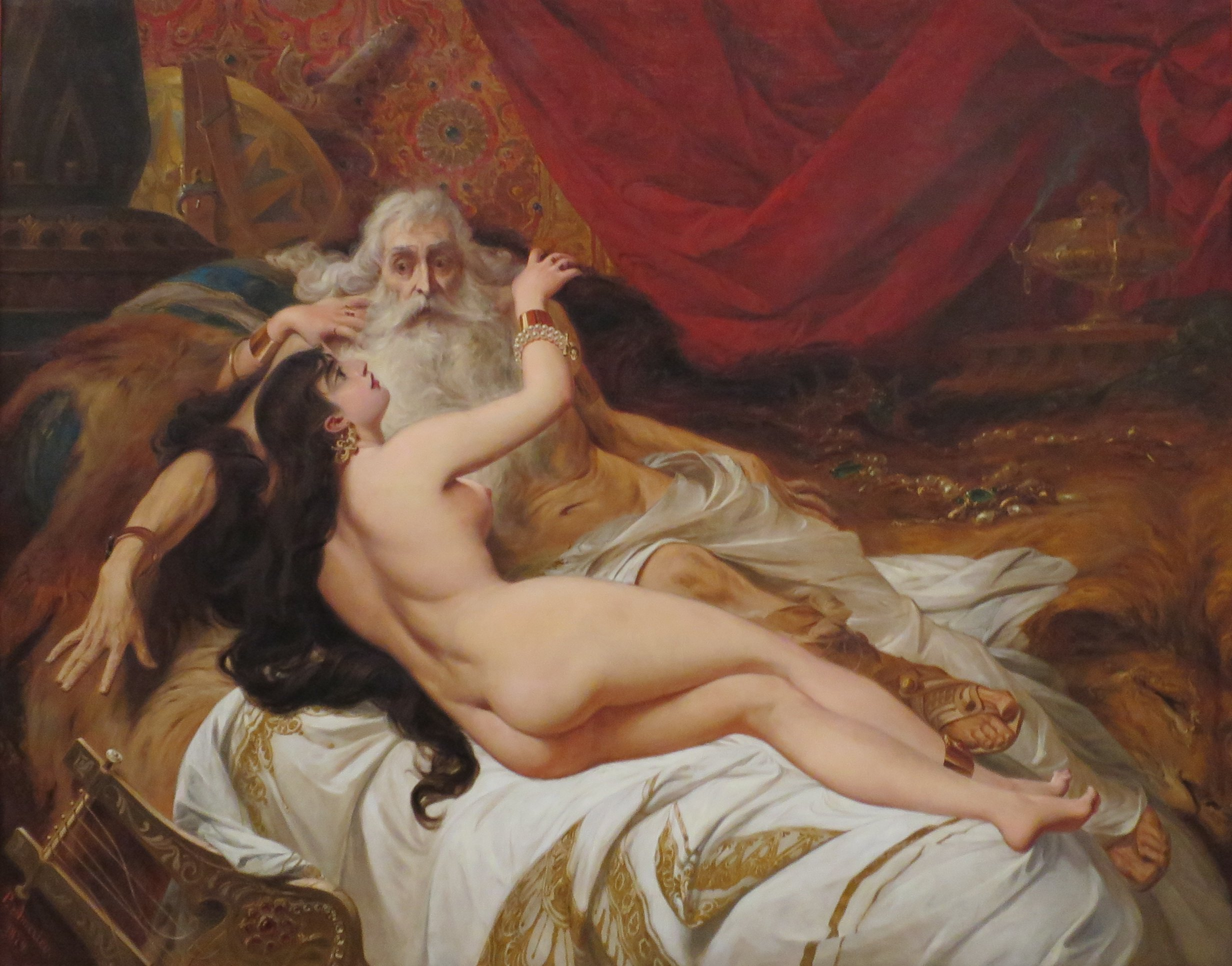
داوود و ابیشک
استقلال یا مرگ
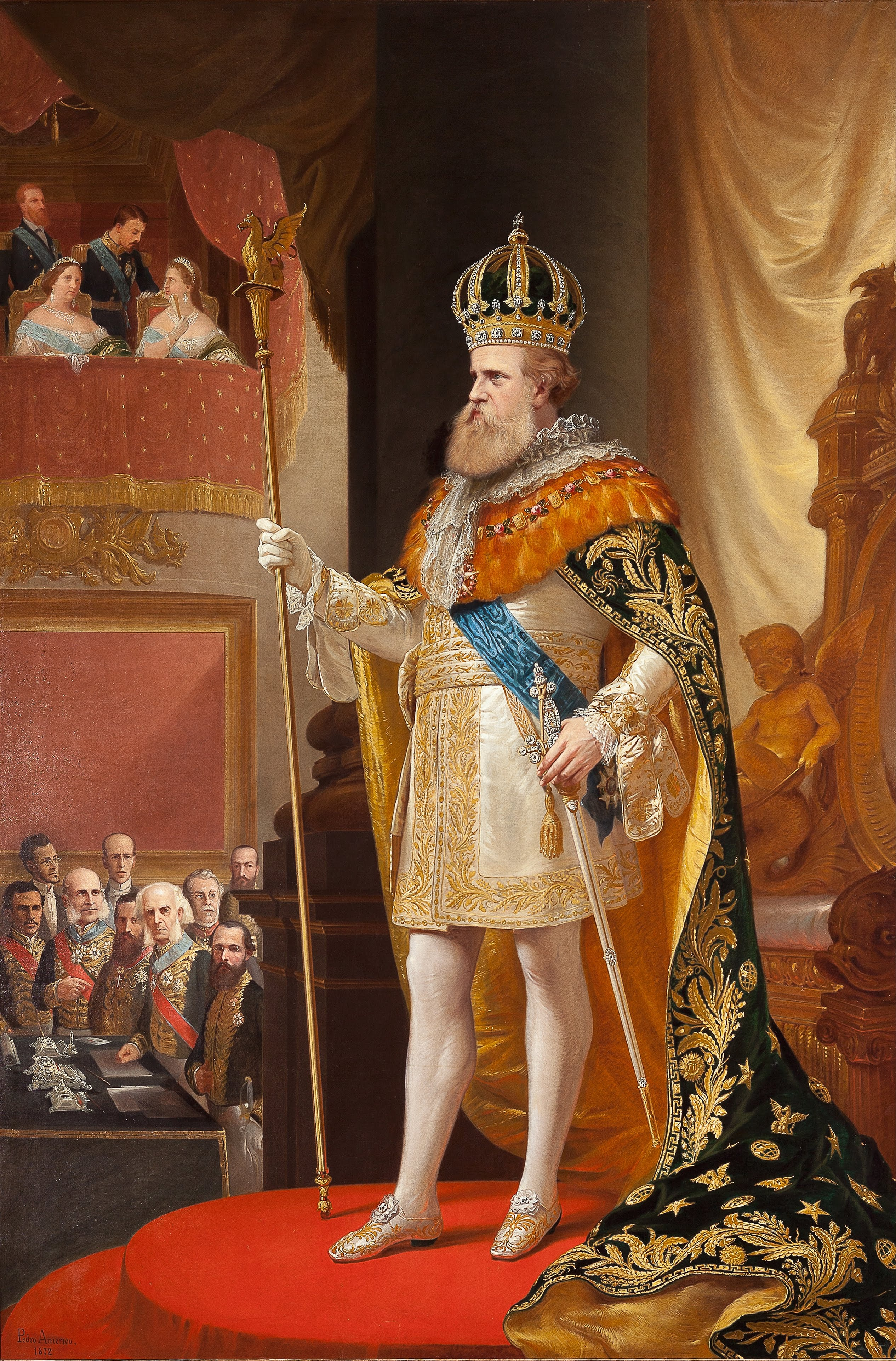
سخنرانی امپراتور (پدرو دوم برزیل در افتتاحیه مجمع عمومی)
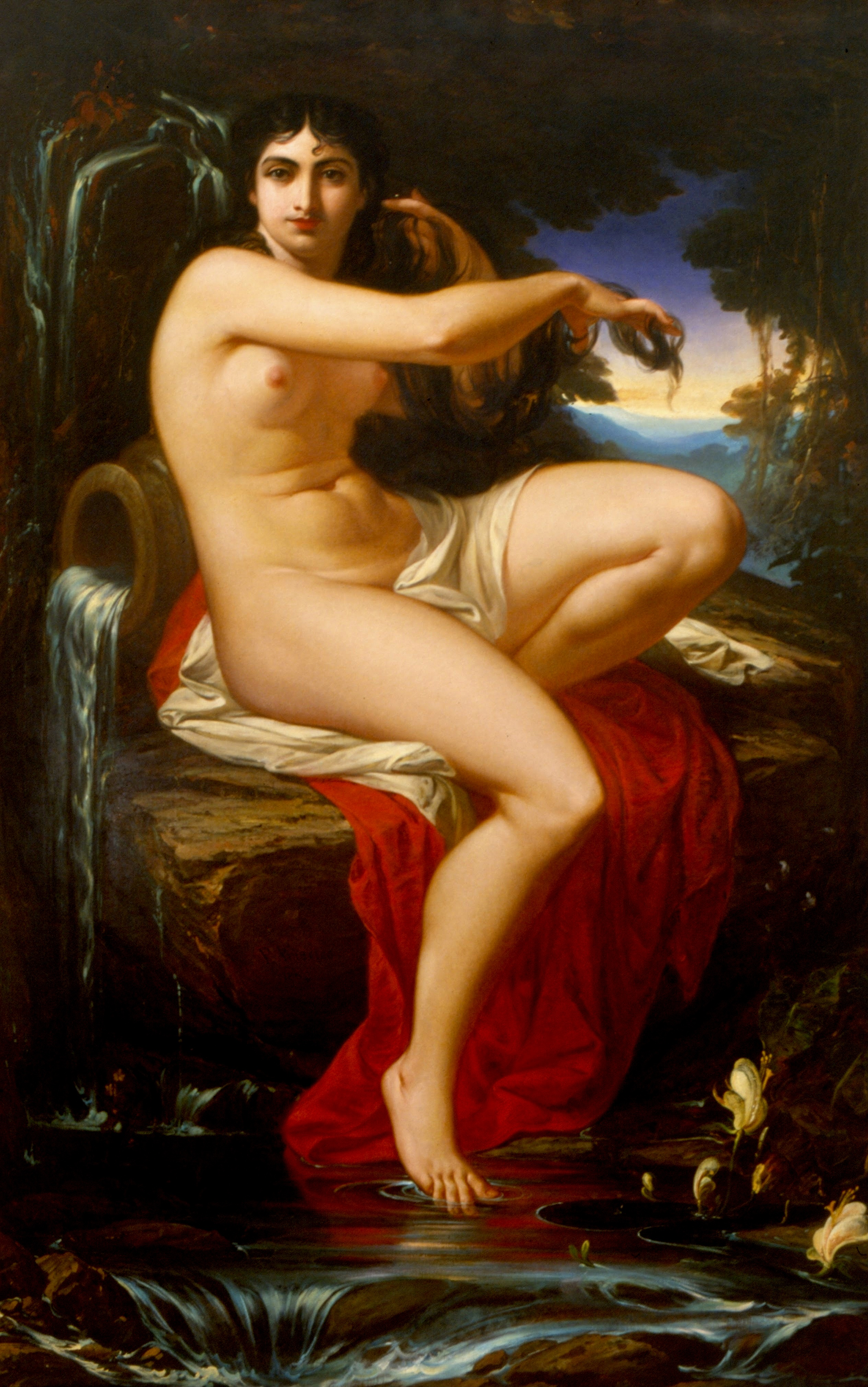
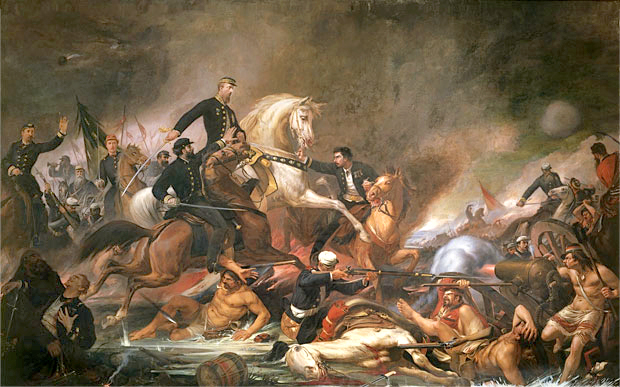
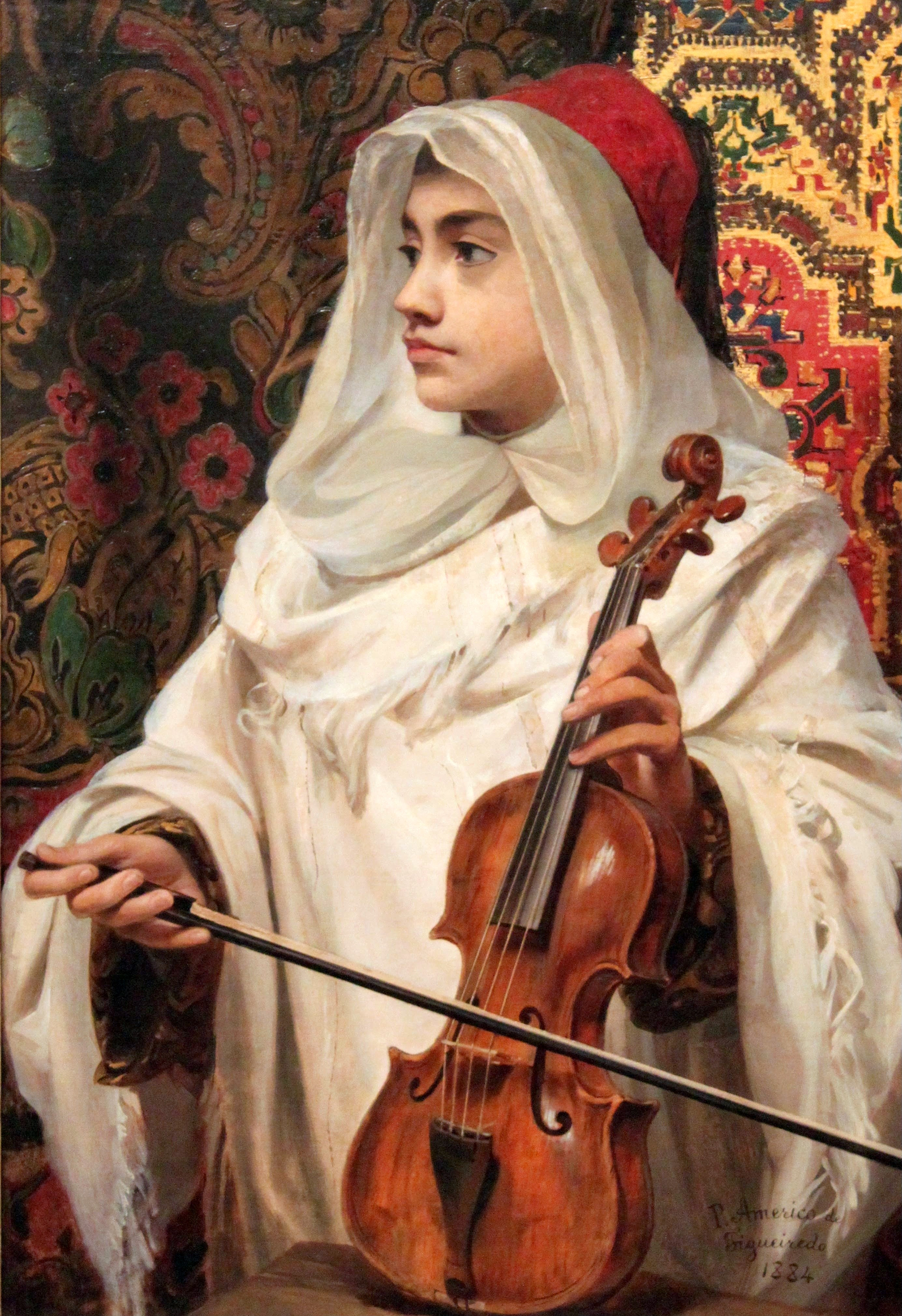
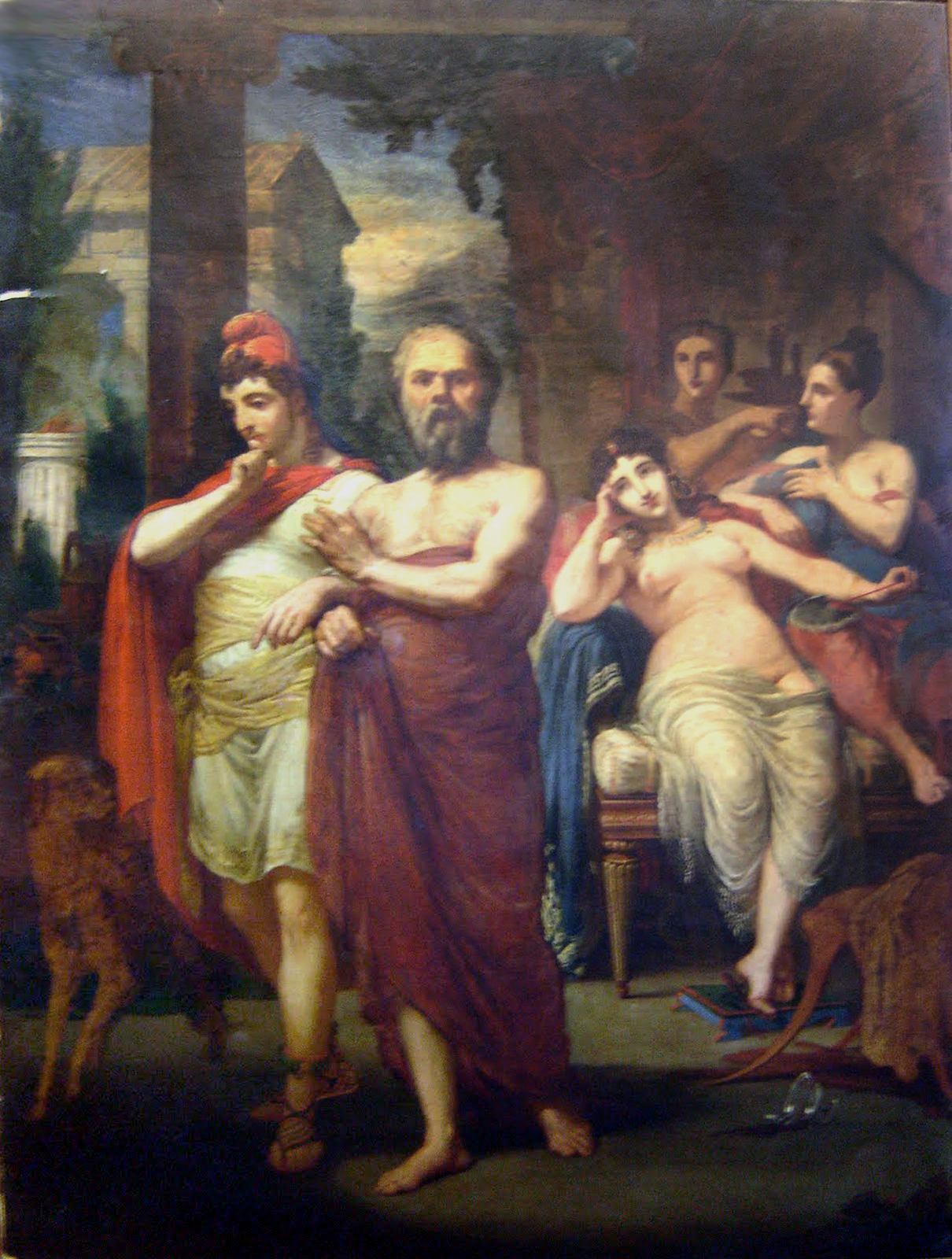
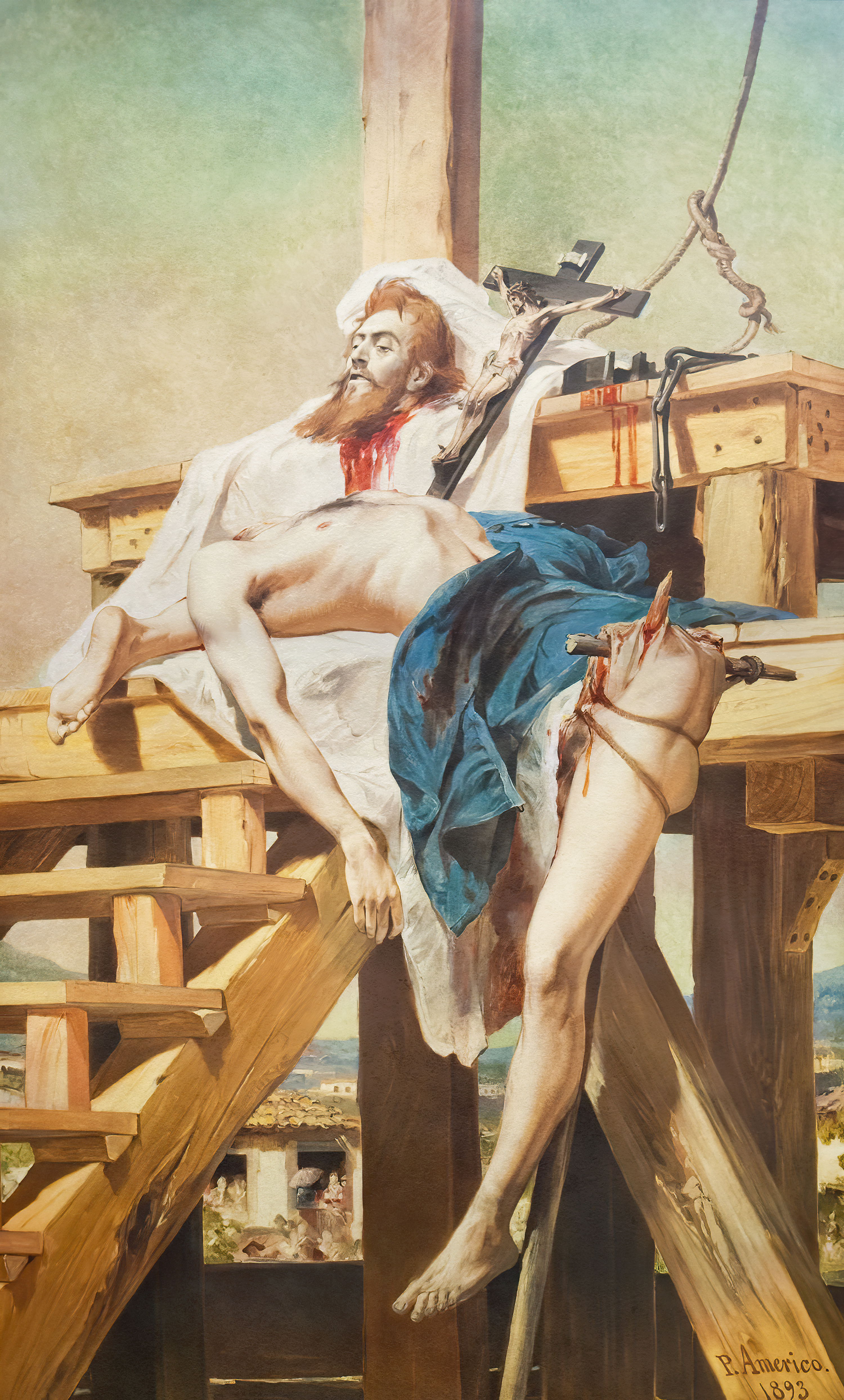
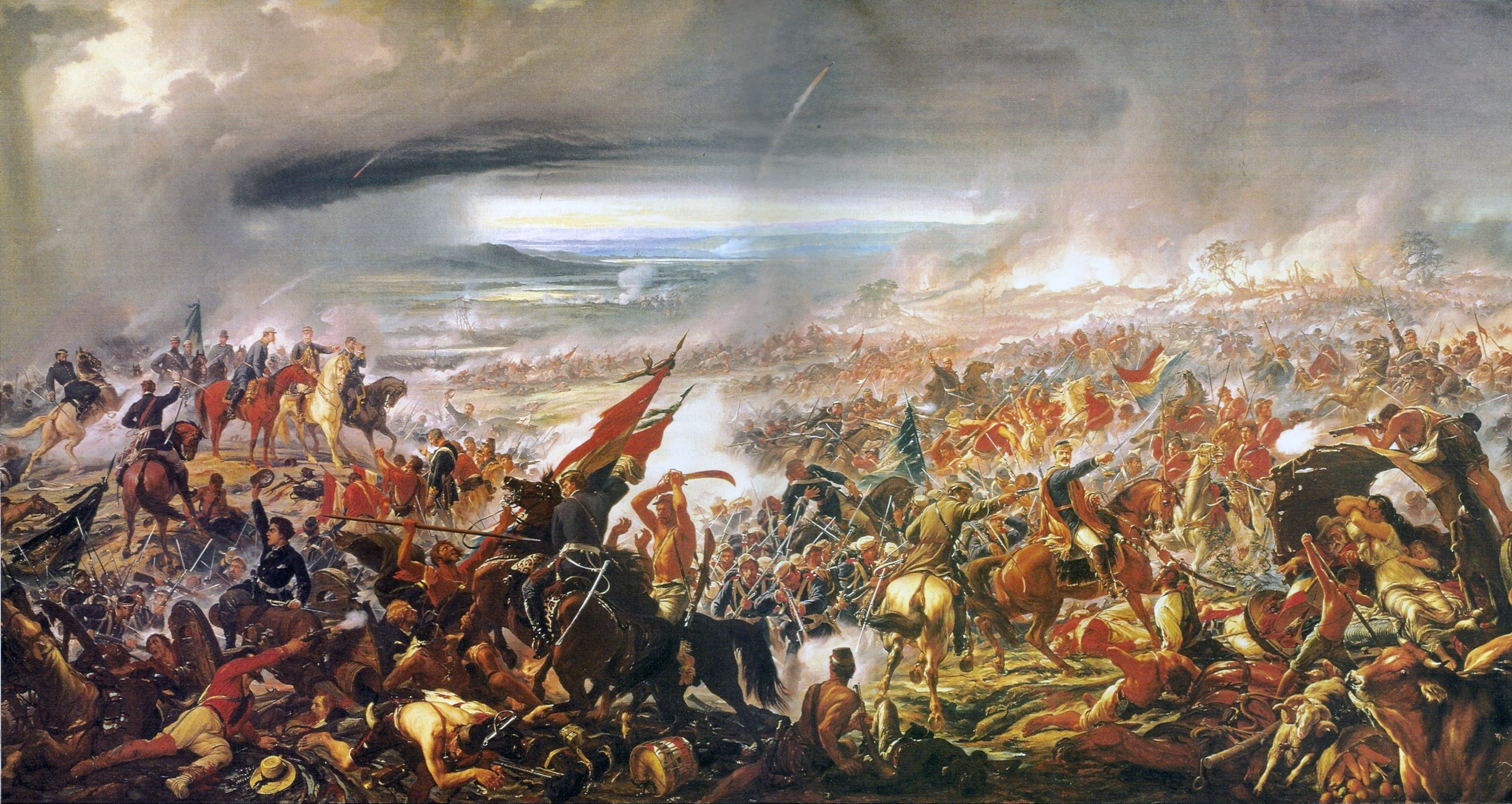
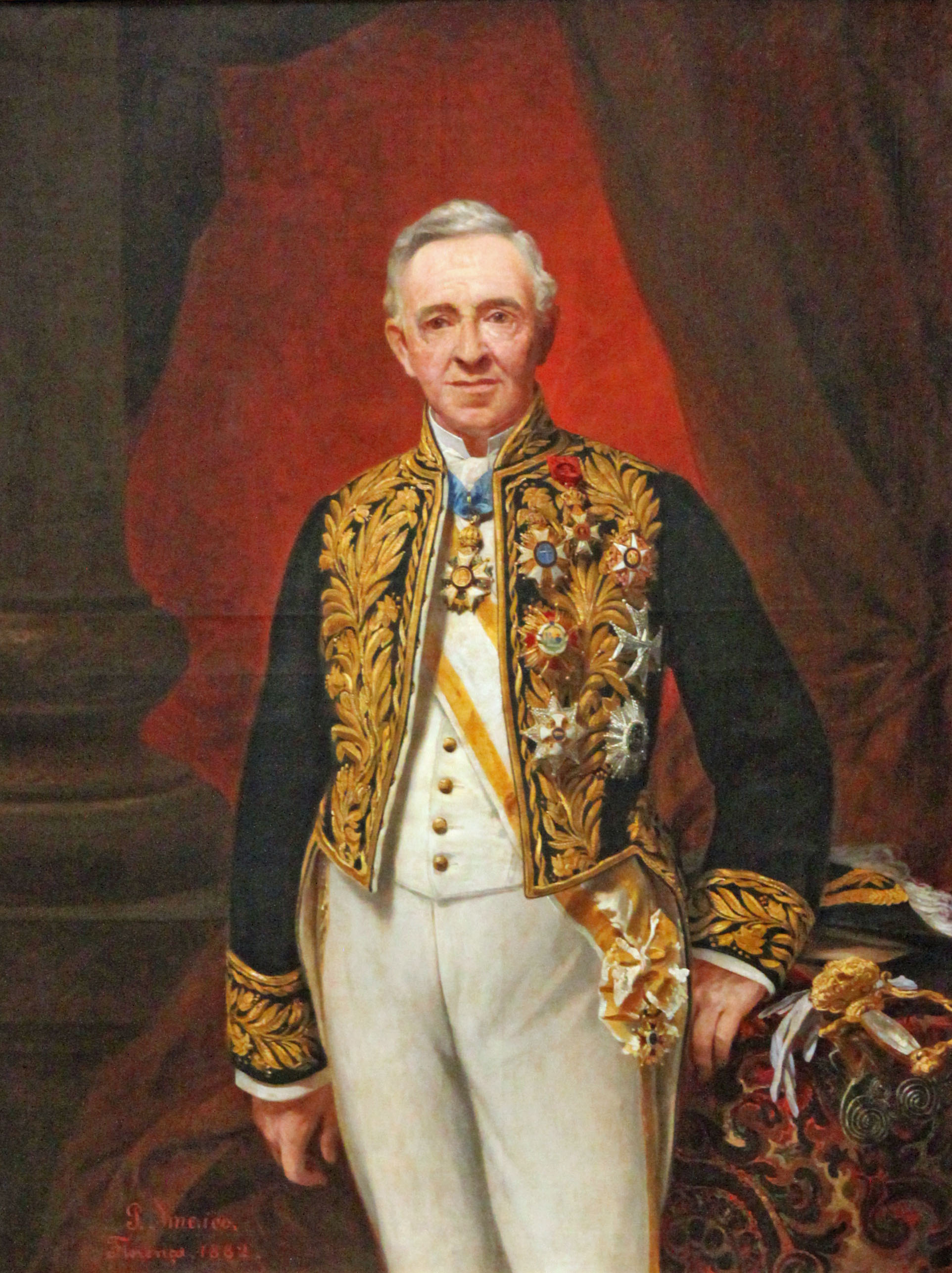
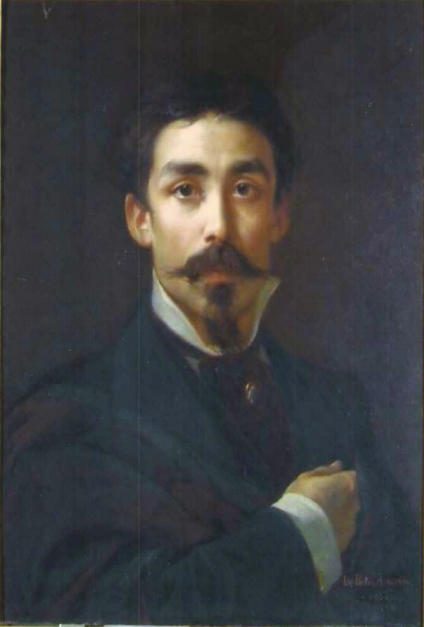
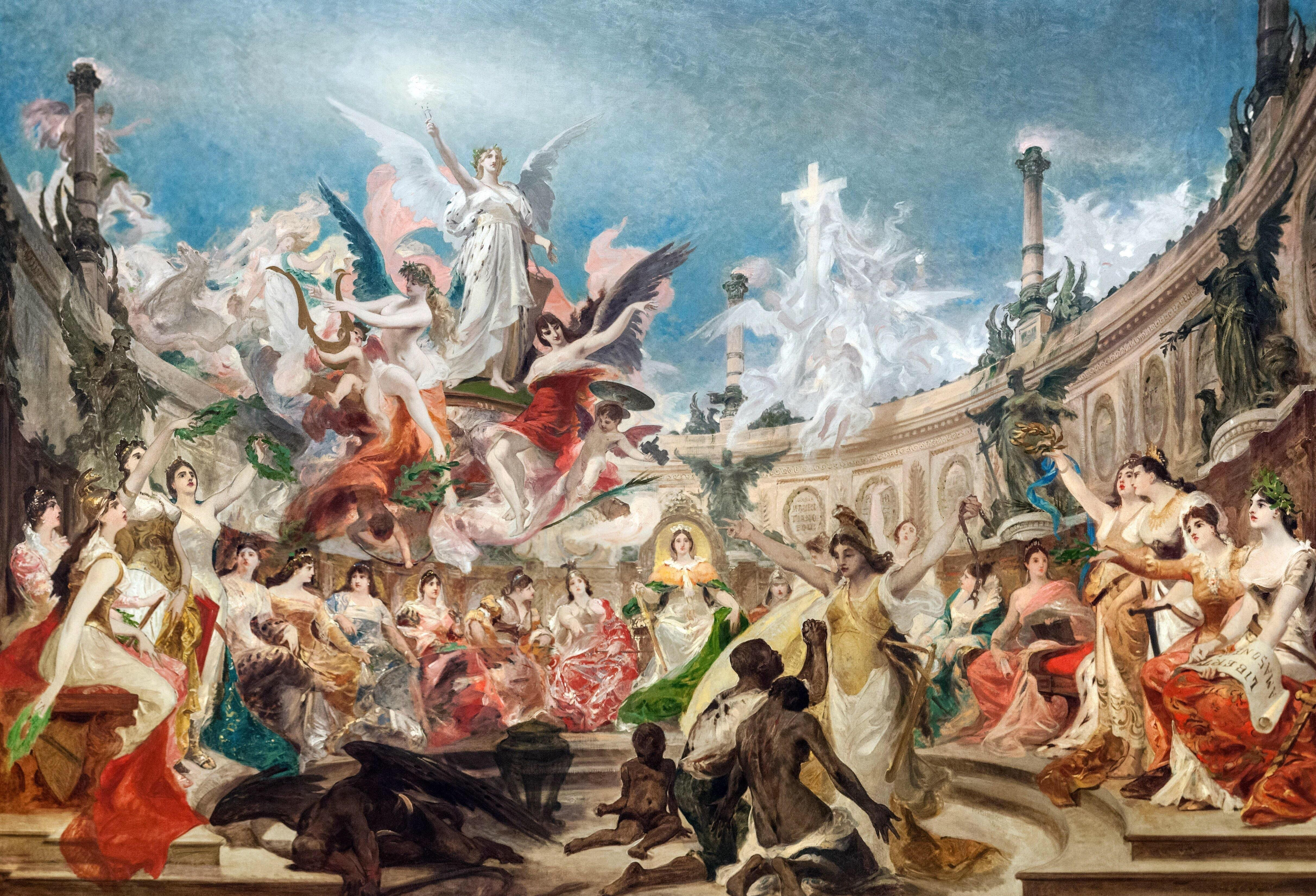
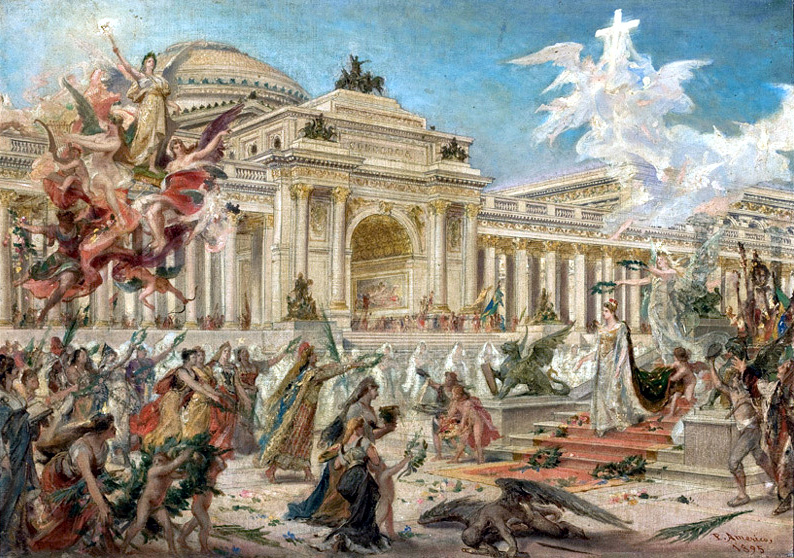
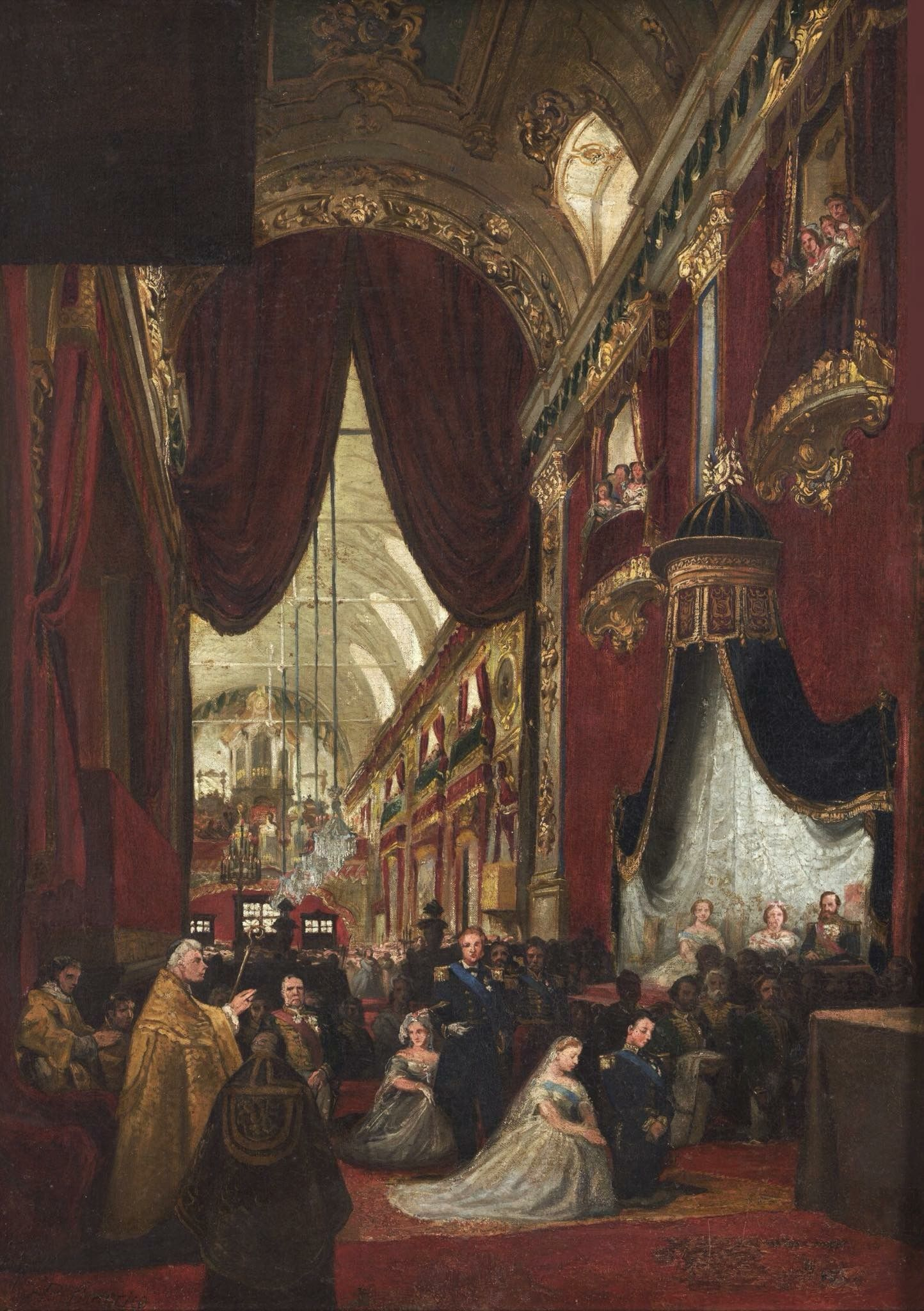